# 삼성 SPH-M520
삼성 SPH-M520(Samsung SPH-M520, M520)은 삼성 모바일에서 설계하고 판매한 인터넷 사용 가능한 멀티미디어 휴대 전화이다. 메인 화면 아래에 통화 인터페이스 버튼이 있는 슬라이딩 키패드 인터페이스를 사용한다. M520은 휴대 전화 외에도 1.3메가픽셀 카메라폰, 포터블 미디어 플레이어, 문자 메시지, WAP 2.0 웹 브라우저 및 이메일 클라이언트로도 작동한다.
스프린트의 첫 EVDO 슬라이더인 SPH-M510의 대체품으로 판매된 M520은 2008년 2월 18일에 출시되었다.
이 휴대폰에 대한 비판적 평가는 대부분 긍정적이었다.